# Flaskepant
Flaskepant er betegnelsen for et genbrugssystem, hvor man ved køb af drikkevarer også betaler separat for emballagen. Efterfølgende kan man så sælge emballagen tilbage til forhandleren, som regel for samme pris. Pant skal i denne sammenhæng forstås omvendt af hvad man ellers ser: Det er pengene, der er panten, mens emballagen er det, som ønskes tilbage. I de fleste butikker bliver pantflasker afleveret i en flaskeautomat (billedet), hvorefter en bon med flaskepanten vil blive udskrevet.

## Pantsystemet i Danmark
Flaskepanten blev indført i 1942, hvor det på daværende tidspunkt kun omfattede glasflasker. Senere blev panten udvidet til at også omfatte plastikflasker, og i september 2002 blev dåser også en del af ordningen.
Siden 2000 er den danske flaskepantsordning blevet varetaget af Dansk Retursystem, som ved pantbekendtgørelsen i 2002 fik eneret på pantindsamling i Danmark indtil 2008. Denne eneret er senere blevet forlænget til 2012.
I Danmark skelnes overordnet mellem to typer pantflasker, returflasker og engangsemballage. Returflasker bliver sendt tilbage til producenten hvor de bliver vasket og genopfyldt, mens engangsemballage typisk bliver smeltet om til ny emballage. Eksempler på returflasker er almindelige 33 cl ølflasker. Eksempler på engangsemballage er øl- og sodavandsdåser, samt ½ L sodavandsflasker og 2 L sodavandsflasker.
I Danmark findes der tre forskellige panttyper:
- Pant A – 1 kr. i pant
- Pant B – 1,5 kr. i pant
- Pant C – 3 kr. i pant

Pant på øl- og sodavandskasser bliver ikke varetaget af Dansk Retursystem, og bliver i stedet afregnet direkte mellem salgsstederne og tapperierne.
Fra den 15. januar 2008 holdt en del butikker op med at udbetale pant for 1½-liters returflasker fra bryggerierne Harboe Bryggeri A/S, A/S Bryggeriet Vestfyen, Landkær A/S, Mineralvandsfabrikken Frem og Saltum & Neptun Bryggerier A/S, da disse bryggeriers 1½-litersflasker er udgået.